# Krum (distrikt)
Krum (bulgariska: Крум) är ett distrikt i Bulgarien.   Det ligger i kommunen Obsjtina Dimitrovgrad och regionen Chaskovo, i den centrala delen av landet, 190 km öster om huvudstaden Sofia.
Trakten runt Krum består till största delen av jordbruksmark. Runt Krum är det ganska tätbefolkat, med 129 invånare per kvadratkilometer.